# Hans von Prachatitz
Hans von Prachatitz, en tchèque Jan z Prachatic, né probablement à Prachatice en Bohême et mort à la fin des années 1430 à Vienne, est un architecte et tailleur de pierre de Bohême et d'Autriche, et à partir de 1429 maître bâtisseur de la cathédrale Saint-Étienne de Vienne.

## Biographie
Il est d'abord tailleur de pierre sous la direction de Peter von Prachatitz à la cathédrale Saint-Étienne de Vienne, bien que leur relation de parenté (frère ou fils) reste incertaine. Depuis novembre 1416, il est enregistré comme parlier. Après la mort de Peter en 1429, Hans reprend son poste de maître d'œuvre à Saint-Étienne. Il épouse Kathrei Spiegler avec qui il a trois filles - Magdalen, Barbara et Anna. Son successeur est Mathes Helbling en octobre 1437.

## Œuvres
Pendant son mandat, la haute tour de Saint-Étienne est édifiée et achevée pour l'année 1433.

## Crédit d'auteurs
- (de) Cet article est partiellement ou en totalité issu de l’article de Wikipédia en allemand intitulé « Hans von Prachatitz » (voir la liste des auteurs).